# Pozemní hokej na Letních olympijských hrách 1948
Pozemní hokej na LOH 1948 v Londýně zahrnoval pouze turnaj mužů. Všechny zápasy tohoto turnaje se odehrály ve dnech 31. července až 15. srpna 1948. Turnaje se zúčastnilo 13 mužstev, která byla rozdělena do 2 čtyřčlenných a 1 pětičlenné skupiny. Ve skupinách se hrálo způsobem jeden zápas každý s každým a poté týmy na 1. místech ve čtyřčlenných skupinách a týmy na 1. a 2. místě v pětičlenné skupině postoupily do semifinále.

## Turnaj mužů
| Zlato   | Indie (IND)          |
| Stříbro | Velká Británie (GBR) |
| Bronz   | Nizozemsko (NED)     |

## Základní skupiny

### Skupina A
- 31. července
- Indie - Rakousko 8:0
- 2. srpna
- Španělsko - Argentina 2:3
- 4. srpna
- Indie - Argentina 9:1
- Španělsko - Rakousko 1:1
- 6. srpna
- Rakousko - Argentina 1:1
- Indie - Španělsko 2:0

| Poř. | Tým       | Z | V | R | P | VG | OG | B |
| ---- | --------- | - | - | - | - | -- | -- | - |
| 1.   | Indie     | 3 | 3 | 0 | 0 | 19 | 1  | 6 |
| 2.   | Argentina | 3 | 1 | 1 | 1 | 5  | 12 | 3 |
| 3.   | Rakousko  | 3 | 0 | 2 | 1 | 2  | 10 | 2 |
| 4.   | Španělsko | 3 | 0 | 1 | 2 | 3  | 6  | 1 |

### Skupina B
- 31. července
- Velká Británie - Švýcarsko 0:0
- 3. srpna
- Afghánistán - USA 2:0
- 5. srpna
- Afghánistán - Švýcarsko 1:1
- Velká Británie - USA 11:0
- 7. srpna
- Velká Británie - Afghánistán 8:0
- Švýcarsko - USA 3:1

| Poř. | Tým            | Z | V | R | P | VG | OG | B |
| ---- | -------------- | - | - | - | - | -- | -- | - |
| 1.   | Velká Británie | 3 | 2 | 1 | 0 | 19 | 0  | 5 |
| 2.   | Švýcarsko      | 3 | 1 | 2 | 0 | 4  | 2  | 4 |
| 3.   | Afghánistán    | 3 | 1 | 1 | 1 | 3  | 9  | 3 |
| 4.   | USA            | 3 | 0 | 0 | 3 | 1  | 16 | 0 |

### Skupina C
- 31. července
- Nizozemsko - Belgie 4:1
- Francie - Dánsko 2:2
- 2. srpna
- Pákistán - Belgie 2:1
- Nizozemsko - Dánsko 4:1
- 3. srpna
- Nizozemsko - Francie 2:0
- Pákistán - Dánsko 9:0
- 5. srpna
- Pákistán - Francie 3:1
- Belgie - Dánsko 2:1
- 7. srpna
- Nizozemsko - Pákistán 1:6
- Francie - Belgie 1:2

| Poř. | Tým        | Z | V | R | P | VG | OG | B |
| ---- | ---------- | - | - | - | - | -- | -- | - |
| 1.   | Pákistán   | 4 | 4 | 0 | 0 | 20 | 3  | 8 |
| 2.   | Nizozemsko | 4 | 3 | 0 | 1 | 11 | 8  | 6 |
| 3.   | Belgie     | 4 | 2 | 0 | 2 | 6  | 8  | 4 |
| 4.   | Francie    | 4 | 0 | 1 | 3 | 4  | 9  | 1 |
| 5.   | Dánsko     | 4 | 0 | 1 | 3 | 4  | 17 | 1 |

## zápasy o medaile

### Semifinále
- 9. srpna
- Velká Británie - Pákistán 2:0
- Indie - Nizozemsko 2:1

### Zápas o 3. místo
- 12. srpna
- Pákistán - Nizozemsko 1:1
- 13. srpna - opakovaný zápas
- Pákistán - Nizozemsko 1:4

### Finále
- 15. srpna
- Velká Británie - Indie 0:4

## Medailisté
| Zlato | Stříbro | Bronz |
| --- | --- | --- |
| Indie | Velká Británie | Nizozemsko |
| Leslie Claudius Keshav Dutt Walter D'Souza Lawrie Fernandes Ranganathan Francis Gerry Glacken Akhtar Hussain Patrick Jansen Amir Kumar Kishan Lal Leo Pinto Jaswant Singh Rajput Latif-ur-Rehman Reginald Rodrigues Balbir Singh st. Randhir Singh Gentle Grahanandan Singh K. D. Singh Trilochan Singh Maxie Vaz | Robert Adlard Norman Borrett David Brodie Ronald Davis William Griffiths Frederick Lindsay William Lindsay John Peake Frank Reynolds George Sime Michael Walford William White | André Boerstra Henk Bouwman Piet Bromberg Harry Derckx Han Drijver Dick Esser Roepie Kruize Jenne Langhout Dick Loggere Ton Richter Eddy Tiel Wim van Heel |